# 13131 Palmyra
13131 Palmyra este un asteroid din centura principală de asteroizi.

## Descriere
13131 Palmyra este un asteroid din centura principală de asteroizi. A fost descoperit pe 12 august 1994 la Observatorul La Silla de Eric Walter Elst. Asteroidul prezintă o orbită caracterizată de o semiaxă mare de 2,57 ua, o excentricitate de 0,19 și o înclinație de 3,4° în raport cu ecliptica.